# Kim Yong-chun
El general Kim Yong-Chun (Kangwon-do, 4 de marzo de 1936-16 de agosto de 2018) fue un militar norcoreano. 
Tenía el rango militar de chasu. Entre 1995 y 2007 se desempeñó como jefe del Estado Mayor General del Ejército Popular de Corea, tras lo cual fue nombrado vicepresidente de la Comisión Nacional de Defensa de Corea del Norte. También ocupó los cargos de ministro de las Fuerzas Armadas del Pueblo (2009) y miembro del Politburó y de la Comisión Militar Central (2010). Cesó en esos cargos en 2012, siendo reemplazado por Kim Jong-gak.